# Viola popovae
Viola popovae är en violväxtart. Viola popovae ingår i släktet violer, och familjen violväxter.

## Underarter
Arten delas in i följande underarter:
- V. p. popovae
- V. p. romankoshica